# Campeonato Paulista 1905
In 1905 werd het vierde Campeonato Paulista gespeeld voor clubs uit de Braziliaanse staat São Paulo. De competitie werd gespeeld van 3 mei tot 1 november 1905. Paulistano werd kampioen.  

## Eindstand
| Plaats | Club                   | Wed. | W | G | V | Saldo | Ptn. |
| ------ | ---------------------- | ---- | - | - | - | ----- | ---- |
| 1.     | Paulistano             | 10   | 8 | 2 | 0 | 20:3  | 18   |
| 2.     | Germânia               | 10   | 5 | 3 | 2 | 30:16 | 13   |
| 3.     | International          | 10   | 4 | 3 | 3 | 15:19 | 11   |
| 4.     | São Paulo Athletic     | 10   | 4 | 0 | 6 | 16:26 | 8    |
| 5.     | Mackenzie              | 10   | 3 | 1 | 6 | 27:27 | 7    |
| 6.     | Atlética das Palmeiras | 10   | 1 | 1 | 8 | 10:27 | 3    |

|  | Kampioen |

## Kampioen
| Campeonato Paulista de 1905    |
| São Paulo                      |
| ------------------------------ |
| PAULISTANO Kampioen (1° titel) |

## Topschutter
| Speler            | Speler         | Goals | Club     |
| ----------------- | -------------- | ----- | -------- |
| Vlag van Brazilië | Hermann Friese | 14    | Germânia |